# يوردان تيرزييف
يوردان تيرزييف (بالبلغارية: Йордан Терзиев)‏ هو لاعب كرة قدم بلغاري في مركز الوسط، ولد في 20 يوليو 1976 في جمهورية بلغاريا الشعبية. لعب مع بوتيف فراتسا ولودوغورتس رازغراد وليفسكي صوفيا ونادي تشيرنو مور فارنا ونادي سبارتاك بليفين ونادي سبارتاك فارنا.

## وصلات خارجية
- يوردان تيرزييف على موقع قاعدة بيانات كرة القدم.إي يو (الإنجليزية)
- يوردان تيرزييف على موقع عالم كرة القدم.نت (الإنجليزية)